# Ernst von Schönfeldt (Jurist, 1805)
Ernst von Schönfeldt (* 14. Januar 1805 in Werben (Spreewald); † 9. Juni 1858 in Cottbus) war preußischer Verwaltungsjurist und Parlamentarier.

## Leben
Seine Eltern waren der Herr auf Werben und Landesältesten des Krummspreeischen Kreises Johann Heinrich Ernst von Schönfeldt (* 21. September 1773; † 8. Dezember 1812) und dessen Ehefrau Johanna Ulrike Charlotte von Loeben (* 24. Juni 1770; † 22. November 1823).
Er bekam seine Schulbildung auf der Friedrich-Wilhelms-Gymnasium in Berlin. Von 1824 bis 1826 studierte er an der Rheinischen Friedrich-Wilhelms-Universität Rechtswissenschaft. Im Sommersemester 1826 wurde er Mitglied des Corps Borussia Bonn. Nach dem Studium wurde er 1827 Auskultator, 1833 Assessor und 1835 Justizrat in Rogasen. 1840 wurde er Land- und Stadtgerichtsrat in Schwedt. Von 1844 bis 1858 war Landrat im Kreis Cottbus.
Von Schönfeldt vertrat 1850–1852 als Abgeordneter den Wahlkreis Frankfurt 8 im Preußischen Abgeordnetenhaus. Er gehörte keiner Fraktion an. 1858 war er stellvertretender Vorsitzender des Provinziallandtags der Provinz Brandenburg. Er folgte seinem Vater als Herr auf Werben nach.

## Familie
Schönfeldt heiratete am 18. Oktober 1835 auf Gulben Germanie von Pannwitz (* 21. Dezember 1813; † 25. September 1871). Das Paar hatte mehrere Kinder:
- Ernst Germanus (* 29. August 1836; † 30. Oktober 1889), auf Werben (V), ⚭ Elisabeth Wilhelmine Friederike Auguste von Boltenstern (* 7. März 1851; † 1. Dezember 1901)
- Angelika (* 23. Dezember 1838; † 1. März 1900)
- Germanie (* 4. April 1841; † 9. Dezember 1893) ⚭ 1868 Otto von Wedel (* 12. Juli 1838; † 1. September 1870), Hauptmann, gefallen in der Schlacht von Sedan
- Auguste (* 19. November 1843; † 14. Juni 1920) ⚭ Otto von Voigt (* 11. Juni 1836; † 22. August 1907), Oberstleutnant a. D.

Der Enkel Ernst von Schönfeldt (1873–1937) wurde Gutsherr auf Werben und Träger des Pour le Mérite, der Ururenkel Ernst von Schönfeldt war Jurist.